# ين بو سون
ين بو سون (بالكورية: 윤보선)‏ (و. 1897 – 1990 م) هو سياسي، وصحفي من كوريا الجنوبية. ولد في مقاطعة تشنغتشونغ الجنوبية. كان عضوًا في الحزب الديمقراطي الأمريكي.
توفي في سول، عن عمر يناهز 93 عاماً.

## مناصب
تولى منصب رئيس كوريا الجنوبية (13 أغسطس 1960–22 مارس 1962)، ونائب رئيس كوريا الجنوبية (23 أبريل 1960–26 أبريل 1960).

## التعليم
تعلم في جامعة إدنبرة.